# Ophodni brod klase Knud Rasmussen
Klasa Knud Rasmussen jesu offshore ophodni brodovi koji djeluju u Kraljevskoj danskoj mornarici od 2008. godine. Napravljeni su kako bi zamijenili klasu Agdlek po principu jedan za jedan. Brodovi klase Knud Rasmussen znatno su veći, omogućujući patroliranje dalje od obale.
Uobičajeni zadaci brodova uključuju inspekciju ribarskih zona, zaštitu okoliša, potragu i spašavanje, osiguravanje suvereniteta, operacije tegljenja i opću pomoć Danskoj i Grenlandu, uključujući policijske zadaće. Klasa ima helikoptersku palubu, ali nema hangar za zrakoplove. Brodovi mogu poslužiti da dopunjavanje helikoptera gorivom, čima povećavaju njihov domet na moru. Procijenjeni trošak trećeg broda godine 2013. bio je 81,6 milijuna američkih dolara.

## Naoružanje
Standardno naoružanje sastoji se od dva teška mitraljeza kalibra 12,7 milimetara. Ovo je dopunjeno s dva modularna utora StanFlex za korisni teret (jedan na prednjoj palubi, drugi iza nadstrukture palube), koji se mogu opremiti višenamjenskim topom, projektilima zemlja-zrak ili ASW torpedima, zajedno s drugim korisnim teretom. Još dvije pozicije kontejnera su predviđene, ali nisu instalirane na desnoj i lijevoj strani helikopterske palube.

## Popis brodova
| Broj | Ime             | Brodogradilište        | Položen    | U službi   |
| ---- | --------------- | ---------------------- | ---------- | ---------- |
| P570 | Knud Rasmussen  | Karstensens Skibsværft | 2005-11-21 | 2008-02-18 |
| P571 | Ejnar Mikkelsen | Karstensens Skibsværft | 2006-11-10 | 2009-01-16 |
| P572 | Lauge Koch      | Karstensens Skibsværft | 2014-05    | 2017-12-11 |